# Браунит
Браунит је минерал силикат који садржи и дво- и тровалентни манган хемијске формуле: Mn2+Mn3+6SiO12. Уобичајене нечистоће (примесе) су гвожђе, калцијум, бор, баријум, титанијум, алуминијум, и магнезијум.
Браунит се јавља у виду сиво/црних тетрагоналних кристала тврдине 6 - 6,5 по Мосовој скали.